# Venere (fregata)
La Venere , seconda unità della classe Pallade ad entrare in servizio nella Armada veneziana, era una fregata leggera armata con 24 cannoni in corridoio. Prese parte alla campagna contro i pirati barbareschi condotte dapprima dall'ammiraglio Angelo Emo, e poi dal suo successore il contrammiraglio Tommaso Condulmer.

## Storia
La costruzione della fregata leggera Venere fu autorizzata dal Senato, e la nave venne costruita presso l'Arsenale sotto la direzione del Proto dei Marangoni Girolamo Manao.
L'unità fu varata il 30 maggio 1786, ed entrò in servizio nell'Armata Grossa il 19 agosto dello stesso anno sotto il comando del Capitano ordinario Costante Picello.
A partire dallo stesso anno l'unità fu costantemente impiegata contro i pirati barbareschi inquadrata nella flotta al comando dapprima dell'ammiraglio Angelo Emo, e poi dal contrammiraglio Tommaso Condulmer.
Quando nell'ottobre del 1786 Emo fu richiamato a Venezia, con parte delle unità, in seguito alla firma del trattato di pace con il Bey di Tunisi, Condulmer assunse il comando di tre fregate, la Sirena, Pallade, al comando del Governator di nave Leonardo Correr, e la Venere, al comando del Governator di nave Andrea Bafeggio,  incrociando ancora in quelle acque fino alla fine dell'anno.
Nel maggio 1787 la Venere  fu utilizzata per trasportare ammalati non contagiosi a Malta sotto la scorta della fregata grande Sirena,  e della gemella Pallade.
La fregata Venere andò persa per naufragio a Zante il 30 novembre 1787, dopo un solo anno di servizio attivo.

### Annotazioni
1. ↑  Nave ammiraglia al comando del Governator di nave, Nobiluomo Patrona.

### Fonti
1. 1 2   Fregate veneziane, su veneziamuseo.it.
2. 1 2 3 4  Levi 1896, p. 40.
3. ↑  Cau 2011, p. 162.
4. 1 2 3  Cau 2011, p. 164.
5. ↑  Emo 1807, p. 162.
6. ↑  Dandolo 1855, p. 38.